# Twin Lakes (hrabstwo Mahnomen)
Twin Lakes – jednostka osadnicza w Stanach Zjednoczonych, w stanie Minnesota, w hrabstwie Mahnomen.